# Bazooka
Bazooka este un aruncător de grenade antitanc portativ folosit pe scară largă de armata americană. Denumită colocvial „burlanul”, bazooka a fost un proiect inovator, fiind printre primele arme antitanc cu proiectile reactive folosite în luptă de infanterie. Folosind un motor reactiv cu combustibil solid, bazooka lansa un proiectil cumulativ (HEAT) asupra vehiculelor blindate, cuiburilor de mitralieră și fortificațiilor. Denumirea bazooka a apărut datorită asemănării versiunii M1 cu instrumentul muzical cu același nume inventat și folosit de actorul de comedie Bob Burns în anii 1930. În timpul celui de-al Doilea Război Mondial, armata germană a capturat câteva bazooka în timpul luptelor din Africa de Nord și a introdus o versiune proprie, având calibrul 88 mm, denumită Raketenpanzerbüchse „Panzerschreck” (germană: teroarea tancurilor).
Termenul „bazooka” este folosit generic și neoficial pentru a denumi toate aruncătoarele de grenade portative în cadrul limbii engleze.